# Isoetes brittonii
Isoetes brittonii är en kärlväxtart som beskrevs av D.F. Brunt. och W. C. Taylor. Isoetes brittonii ingår i släktet braxengräs, och familjen Isoetaceae. Inga underarter finns listade i Catalogue of Life.